# Charles Riou
Charles-Henri-Marie Riou (10 janvier 1840, Paimbœuf - 28 septembre 1927, Vannes) est un homme politique français.

## Biographie
Maire de Vannes de 1888 à 1908 et conseiller général (canton de Vannes-Est) de 1898 à 1910, Charles Riou est sénateur conservateur du Morbihan de 1900 à 1920.
Il est le premier président de l'Union des syndicats agricoles.
Il est inhumé à Vannes au cimetière de Boismoreau.

## Distinctions
- Chevalier de l'ordre de Saint-Grégoire-le-Grand

## Sources
- « Charles Riou », dans Adolphe Robert et Gaston Cougny, Dictionnaire des parlementaires français, Edgar Bourloton, 1889-1891 [détail de l’édition]